# PLK1
PLK1（polo-like kinase 1）またはSTPK13（serine/threonine protein kinase 13）は、ヒトではPLK1遺伝子によってコードされる酵素（プロテインキナーゼ）である。

## 構造
PLK1は603アミノ酸から構成され、66 kDaである。N末端のキナーゼドメインに加えて、C末端には約30アミノ酸からなる保存されたpolo-box領域が2つ存在している。キナーゼ活性は少なくとも部分的にはpolo-boxによって調節されており、polo-boxは自己阻害と細胞内局在の両面で機能的に重要である。

## 局在
間期の間、PLK1は中心体に局在する。有糸分裂の初期には、紡錘体極に結合している。組換えGFP-PLK1融合タンパク質はセントロメア/キネトコア領域に局在することから、染色体分離に関与している可能性が示唆されている。

## 細胞周期の調節
PLK1はG2/M期の移行の初期のトリガーとなる。PLK1は、G2期終盤から有糸分裂前期の序盤にかけての中心体の機能的成熟と、双極性の紡錘体構造の確立を支える。PLK1はサイクリンB/CDK1複合体を脱リン酸化し活性化するホスファターゼである、CDC25Cをリン酸化して活性化する。Poloキナーゼは後期促進複合体（APC）の構成要素もリン酸化し活性化する。Fizzy/Cdc20ファミリーのタンパク質によって活性化されるAPCは、M期サイクリン、姉妹染色分体間の接着を維持する染色体タンパク質、後期の阻害因子を分解する細胞周期関連ユビキチンリガーゼ（E3）である。また、Poloキナーゼの基質であるAsp（ヒトではASPM）は、紡錘体極やM期微小管の正確な挙動に必要不可欠な微小管結合タンパク質である。有糸分裂の終盤にはPLK1は紡錘体の中心領域に局在し、キネシン様タンパク質CHO1/MKLP1と結合する。このモータータンパク質はショウジョウバエのPavarotti（PAR）と相同である。
酵母やマウスにおける減数分裂の研究に基づくと、ヒトのPLK1も減数分裂の調節機能を持つ可能性がある。出芽酵母Saccharomyces cerevisiaeのPoloキナーゼであるCDC5は、減数第一分裂時のコヒーシンのリン酸化と除去に必要である。CDC5が枯渇した細胞では、キネトコアは第一分裂の際も紡錘体と二方向型の（bi-oriented）結合を行い、共方向型（co-oriented）の結合に必要不可欠なタンパク質であるMam1はキネトコアに結合できない。CDC5は減数第一分裂時の姉妹キネトコアの共方向性と染色体分離に関与していると考えられている。

## 腫瘍形成における役割
PLK1は幅広い種類のがんで過剰発現しており、その発現は予後の悪さと相関していることが多い。PLK1はがん抑制因子p53関連経路に関与しているようである。PLK1はp53との物理的な相互作用とリン酸化によって、トランス活性化能とアポトーシス促進機能を阻害することを示唆する証拠が得られている。

## 臨床的意義
培養細胞でのRNAiによるPLK1の発現のサイレンシングは、KRASに発がん性変異を持つ細胞の選択的な死滅をもたらすが、正常細胞には無害である。
PLK1阻害剤ボラセルチブは、急性骨髄性白血病（AML）に対する臨床試験による評価が行われている。PLK1阻害とEGFR阻害の併用は、非小細胞肺癌（NSCLC）のEGFR T790M変異による薬剤耐性をin vitroとin vivoで克服する。 頭頸部扁平上皮癌では、AJUBAの変異はPLK1阻害剤ボラセルチブを含む細胞周期阻害薬治療に対する感受性を媒介する。間葉系NSCLC細胞では、PLK1がビメンチンのリン酸化を調節し、β1-インテグリンを介してc-Metの活性化をもたらす。c-Met阻害とPLK1阻害の併用は、NSCLCのin vivoモデルで有意な腫瘍縮小をもたらした。
リゴセルチブは実験的RAS/PI3K/PLK1阻害剤である。

## 相互作用
PLK1は次に挙げる因子と相互作用することが示されている。
- CHEK2[19]
- NUDC（英語版）[20]
- PIN1（英語版）[21][22]
- PSMA3（英語版）[23][24]
- PSMA5（英語版）[25]
- PSMA6（英語版）[25]
- PSMA7（英語版）[25]
- PSMB3（英語版）[25]
- TSC1（英語版）[26]
- ビメンチン[17][27]

PLK1の幅広い基質特異性を説明するために構造解析が行われている。